# Libnotes carbonipes
Libnotes carbonipes är en tvåvingeart som först beskrevs av Alexander 1930.  Libnotes carbonipes ingår i släktet Libnotes och familjen småharkrankar. Inga underarter finns listade i Catalogue of Life.